# Gruppe der russischen Streitkräfte in Transkaukasien
Die Gruppe der russischen Streitkräfte in Transkaukasien – GRVZ (russisch Группа российских войск в Закавказье — ГРВЗ) ist ein Großverband  der russischen Streitkräfte. Sie betrieb 17 Jahre lang Militärbasen in Georgien und Armenien. Nach Schließung der Basen in Georgien 2006 und 2007 verfügt sie nur noch über eine Basis in Gjumri, Armenien.

## Gliederung
Die GRVZ entstand Anfang der 1990er-Jahre aus dem Transkaukasischen Militärbezirk – ZakVO (russisch Закавказский военный округ) der Sowjetarmee. Zur Gruppe gehörten ursprünglich das Hauptquartier und der Stab in Tiflis (Georgien), die 12. Militärbasis in Batumi (Georgien), die 50. Militärbasis in Gudauta (Abchasien/Georgien), die 62. Militärbasis in Achalkalaki (Georgien), die 102. Militärbasis in Gjumri (Armenien) und die 137. Militärbasis in Wasiani (Georgien) sowie weitere kleinere Formationen und Einheiten, wie ein unabhängiges Hubschrauber-Geschwader und die 142. Panzer-Reparaturfabrik in Tiflis.

## Einmischung in georgische Konflikte
Die GRVZ begann unmittelbar nach der Unabhängigkeit Georgiens 1991, sich in die inneren Konflikte des Landes einzumischen. Nach einem Bericht der georgischen Regierung von 2009 belieferte das 643. Raketen tragende Luft-Regiment der russischen Streitkräfte die abchasischen Separatisten im August 1992 mit Waffen, Munition, Militärfahrzeugen und Lebensmitteln. Im Februar 1993 beklagte Staatschef Eduard Schewardnadse, das 128. motorisierte Infanterie-Regiment aus Gjumri habe auf Seiten der sezessionistischen Freischärler in den abchasischen Bürgerkrieg eingegriffen. Augenzeugen berichteten, auf der 50. Militärbasis in Gudauta seien abchasische Freischärler ausgebildet worden, russische Einheiten hätten vom ersten Tag an auf Seiten der Freischärler im Bürgerkrieg gegen Georgien gekämpft. Anderen Berichten zufolge verteidigte die 145. motorisierte Infanterie-Division zur gleichen Zeit die Grenzen Adschariens nach Georgien.
Ende August 1995 verhalf die GRVZ dem georgischen Staatssicherheitsminister Igor Giorgadse zur Flucht aus Georgien. Er war beschuldigt worden, ein Attentat auf Präsident Eduard Schewardnadse organisiert zu haben und kam seiner Verhaftung durch Flucht auf eine GRVZ-Militärbasis zuvor. Von dort wurde er nach Russland verbracht.

## Schließung von Basen

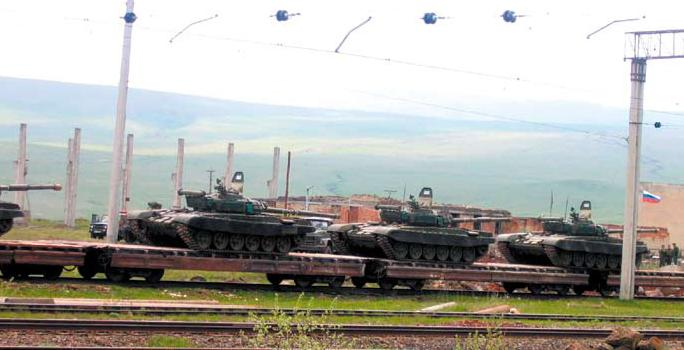
Russische Panzer verlassen Georgien, 2007

Georgiens Regierung empfand die GRVZ frühzeitig als Bedrohung der staatlichen Unabhängigkeit und ließ sich im Februar 1993 vertraglich zusichern, dass sämtliche russischen Truppen das Land bis 1995 verlassen sollten. Doch schon sieben Monate später setzte ein vom ersten Präsidenten Georgiens, Swiad Gamsachurdia, geführter Aufstand in der Region Mingrelien die Regierung in Tiflis derart unter Druck, dass sie die russischen Streitkräfte vorübergehend als Helfer benötigte. Im Gegenzug für die Militärhilfe setzte Russland 1995 ein militärisches Kooperationsabkommen durch, das es der GRVZ erlaubte, für zunächst 25 Jahre maximal 25.000 Soldaten auf vier Militärbasen in Georgien zu stationieren.
Ende der 1990er Jahre verlangte Georgien erneut einen Abzug der GRVZ. Am 17. November 1999 verpflichtete sich Russland in einer gemeinsamen Erklärung des OSZE-Gipfels in Istanbul, im Folgejahr einen Vertrag über Dauer und Funktion der russischen Militärbasen in Georgien zu schließen. Das geschah jedoch nicht. 2001 wurden die Militärbasis in Wasiani und  die Militärbasis in Gudauta geschlossen. Die Basis in Wasiani wurde der georgischen Armee übergeben, die Basis in Gudauta blieb unter dem Kommando der GUS-Friedenstruppen (CISPKR) in Abchasien weiterhin in russischer Hand.
Erst am 30. Mai 2005 einigten sich die Außenminister Russlands und Georgiens, Sergei Lawrow und Salome Surabischwili auf einen allmählichen Abzug der GRVZ aus Georgien. Am 31. März 2006 wurde in Sotschi ein Abkommen über Bedingungen und Regeln zur zeitweiligen Funktion und zum Abzug der russischen Militärbasen und anderer militärischer Einrichtungen der Gruppe der Russischen Streitkräfte in Transkaukasien, die auf dem Territorium Georgiens stationiert sind unterzeichnet. Es legte fest, dass sämtliche Einrichtungen der GRVZ in Georgien bis zum 31. Dezember 2008 abgezogen werden sollten.
Wie geplant, wurden das Hauptquartier in Tiflis zum 31. Dezember 2006 und die Militärbasis in Achalkalaki zum 1. Oktober 2007 geschlossen. Die Basis in Batumi, deren Schließung zum 1. Oktober 2008 vorgesehen war, wurde im November 2007 vorzeitig geschlossen. Über die von CISPKR genutzte Militärbasis in Gudauta wurden keine Festlegungen getroffen.
Die Zukunft der GRVZ ist ungewiss. Sie besteht offiziell nur noch aus der 102. Basis in Gjumri.